# Juan Anglicus
Juan Anglicus o Juan el Inglés (? - Cerfroid, 1217) fue el segundo Ministro general de la Orden de la Santísima Trinidad y de los Cautivos, siendo el primer sucesor de san Juan de Mata y redentor general de la Orden Trinitaria.

## Biografía
No se sabe nada de los orígenes de Juan Anglicus, salvo que procede de Inglaterra, Anglicus es un sobrenombre latino que significa el inglés. Era uno de los jóvenes alumnos de Juan de Mata en las Escuelas Catedralicias de París, con quien compartió su proyecto luego de haber fundado en Cerfroid la primera casa de la Orden de la Santísima Trinidad con el objetivo de la liberación de los cristianos cautivos a causa de su fe.
A la muerte de Juan de Mata, en el Capítulo general celebrado en Cerfroid en 1214, fue escogido como primer sucesor del fundador, en la animación del joven instituto que ya se había propagado por Francia y España. Gobernó la Orden por tres años de 1214 a 1217 y sus mayores preocupaciones fueron la expansión de la Orden y la obra de la redención. Como Ministro general recibió más de diez bulas pontificias, entre las más importantes se encuentran la Operante divine dispotionis de Honorio III, del 9 de febrero de 1217, por medio de la cual el papa confirma la Regla trinitaria con algunas pequeñas modificaciones.
Juan el Inglés murió en 1217. Sus restos fueron colocados junto a los de Juan de Mata en la iglesia del convento de Santo Tomás in Formis. Hoy descansan en el coro de la casa de San Carlo alle Quattro Fontane. Fue venerado como santo por los trinitarios antes de los decretos de Urbano VIII sobre los procesos de canonización, pero su culto ad inmemoriabili no ha sido confirmado.